# Hermann Jellinek
Hermann Jellinek (* 22. Januar 1822 in Drslawitz, Mähren; † 23. November 1848 in Wien) war ein österreichischer Schriftsteller, Journalist und Revolutionär.

## Leben und Wirken
Hermann Jellinek war ein jüngerer Bruder des Rabbiners Adolf Jellinek. Über Pressburg ging er nach Prag, wo er sich mit den Lehren von Immanuel Kant und Friedrich Wilhelm Schelling beschäftigte und kleinere Aufsätze zu philosophischen und theologischen Themen verfasste. Zu dieser Zeit beabsichtigte er noch Rabbiner zu werden, doch später lehnte er jedwede Religion ab.
Wie sein Bruder Adolf wechselte er von Prag 1842 an die Universität Leipzig, wo er Hegel und Ludwig Feuerbach studierte und sich mit Naturwissenschaften, Volkswirtschaft und sozialistischen Ideen befasste. Erstes Aufsehen erregte, als er in einem Vortrag an der Leipziger Universität anlässlich des 200. Geburtstages von Gottfried Leibniz gegen dessen Philosophie polemisierte. Der Ton auch seiner Schriften war stets polemisch, aggressiv, oft sarkastisch, wie etwa wenn er sich in der Broschüre Die Täuschung der aufgeklärten Juden und ihre Fähigkeit zur Emancipation  (1847) über die Bestrebungen von Juden lustig machte, die glauben, Gleichberechtigung dadurch zu erreichen, dass sie den jüdischen Glauben als eine aufgeklärte Religion darstellen, die den Zielen der Aufklärung entspreche.
Als Jellinek sich politischen Themen zuwandte, entfremdete er sich durch seine Radikalität von seinem älteren Bruder. Zwar konnte er in Leipzig noch promovieren, aber seine politischen Aktivitäten führten 1847 zu seiner Ausweisung aus dem Königreich Sachsen, worauf er mit dem Pamphlet Das Denunciationssystem des Sächsischen Liberalismus und das kritisch-nihilistische System Hermann Jellineks reagierte. Auch aus Berlin, wo er in engem Kontakt zu Bruno Bauer stand, wurde er bald wegen der Radikalität seiner politischen Artikel ausgewiesen. Im Revolutionsjahr 1848 ging er schon im März nach Wien, wo er Herausgeber der Schriftenreihe Kritischer Sprechsaal für die Hauptfragen der österreichischen Politik wurde und mehrere Leitartikel für die Österreichische Allgemeine Zeitung verfasste, in denen er das Haus Habsburg heftigst attackierte, wodurch er u. a. Alfred Julius Becher kennenlernte, in dessen Zeitschrift Der Radikale er sich ebenfalls oft mit polemischen politischen Artikeln zu Wort meldete.
Nach der Niederschlagung des Wiener Oktoberaufstands 1848 und der Ausrufung des Kriegsrechts wurde Jellinek, der entgegen dem Rat von Freunden in Wien geblieben war, am 9. November 1848 verhaftet und als einer der Haupträdelsführer zusammen mit Alfred Julius Becher durch ein Militärtribunal zum Tode durch den Strang verurteilt, denn Feldmarschall Fürst Windisch-Grätz schrieb die Schuld an den Aufständen in erster Linie der Presse und namentlich Jellinek und Becher zu. Während die Urteile anderer Revolutionäre wie Cäsar Wenzel Messenhauser oder Robert Blum, die standrechtlich erschossen wurden, mit ihrem bewaffneten Widerstand begründet wurden, soll von den beiden verurteilten „Schreibtischtätern“ nur Jellinek tatsächlich hingerichtet worden sein. Der ehemalige Ministerialrat Adolf Fischhof, selbst Jude, der im März 1849 wegen Aufruhrs und Hochverrats angeklagt und erst nach neun Monaten enthaftet wurde, erklärte dies damit, dass Jellinek ein Jude, Becher hingegen Protestant gewesen sei. Die Berichte hierüber sind allerdings widersprüchlich. Fischhof selber sei der Hinrichtung knapp entgangen, an seiner Stelle habe man eben Jellinek exekutiert, schreibt dessen Neffe Georg Jellinek. Allerdings hatte Jellinek während des Tribunals seine Richter verbal derart gereizt, dass man ihm mit körperlicher Züchtigung drohte. Bemühungen, ihn zur Distanzierung vom Inhalt seiner polemischen Schriften zu bewegen, damit man ihm die Freiheit oder wenigstens das Leben schenken könne, waren fruchtlos. Seine Ideen, schrieb er am Abend vor der Hinrichtung, werde man nicht erschießen können. Als sein Bruder Adolf Jellinek 1867 seine Eulogie auf den standrechtlich erschossenen Kaiser Maximilian von Mexiko, den jüngeren Bruder des österreichischen Kaisers verfasste, spielte er darin deutlich auf seinen eigenen ebenfalls von einem Militärtribunal hingerichteten jüngeren Bruder an und forderte dann die Abschaffung der Todesstrafe für politische Handlungen sowie eine Reform der Gerichtsverfahren.

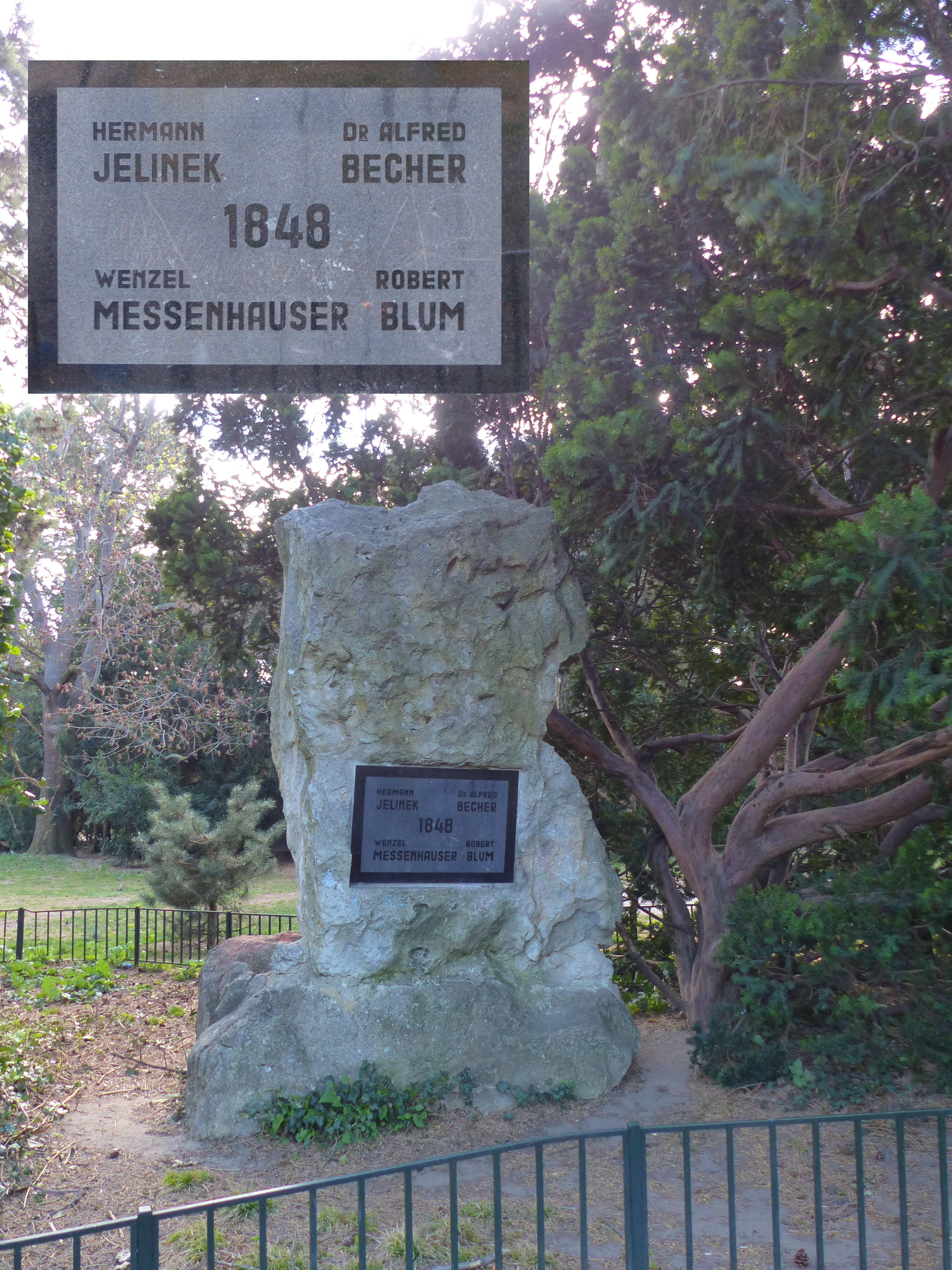
Denkmal im Andenken an Hermann Jellinek, Alfred Becher, Wenzel Messenhauser und Robert Blum im Währinger Park.

## Schriften
- Uriel Acostas Leben und Lehre. Kummer, Zerbst 1847.
- Das Verhältniss der Lutherischen Kirche zu den reformatorischen Bestrebungen. Leipzig 1847.
- Das Denunciationssystem des Sächsischen Liberalismus und das kritisch-nihilistische System Hermann Jellineks. Leipzig 1847.
- Die Täuschungen der aufgeklärten Juden und ihre Fähigkeit zur Emancipation. Kummer, Zerbst 1847.
- Die Gegenwärtige Krisis der Hegelschen Philosophie. Thomas, Leipzig 1847.
- Kritik der Religion der Liebe. Kummer, Zerbst 1847.
- Die geheimen Beschlüsse der Wiener Cabinetskonferenzen vom Jahre 1834. Thomas, Leipzig 1848.
- Die religiösen und socialen Zustände der Gegenwart. Kummer, Zerbst 1848.

- Kritische Geschichte der Wiener Revolution vom 13. März bis zum constituirenden Reichstag. K.k. Hof-Buchdruckerei Sommer, Wien 1848.
- Kritischer Sprechsaal für die Hauptfragen der österreichischen Politik. Wien 1848.
- Kritisch-Philosophische Schriften. Aus dem Nachlaß. Wien 1849.